# Distrito de Tarnowskie Góry
Tarnowskie Góry (polaco: powiat tarnogórski) es un distrito del voivodato de Silesia (Polonia). Fue constituido el 1 de enero de 1999 como resultado de la reforma del gobierno local de Polonia aprobada el año anterior. Limita con otros nueve distritos: al norte con Lubliniec, al este con Myszków, al sudeste con Będzin y Piekary Śląskie, al sur con Bytom y Zabrze, al suroeste con el municipio y la ciudad de Gliwice y al oeste con Strzelce. Está dividido en nueve municipios: cuatro urbanos (Tarnowskie Góry, Kalety, Radzionków y Miasteczko Śląskie) y cinco rurales (Krupski Młyn, Ożarowice, Świerklaniec, Tworóg y Zbrosławice). En 2011, según la Oficina Central de Estadística polaca, el distrito tenía una superficie de 644,19 km² y una población de 137 917 habitantes.